# Waalwijk (gemeente)

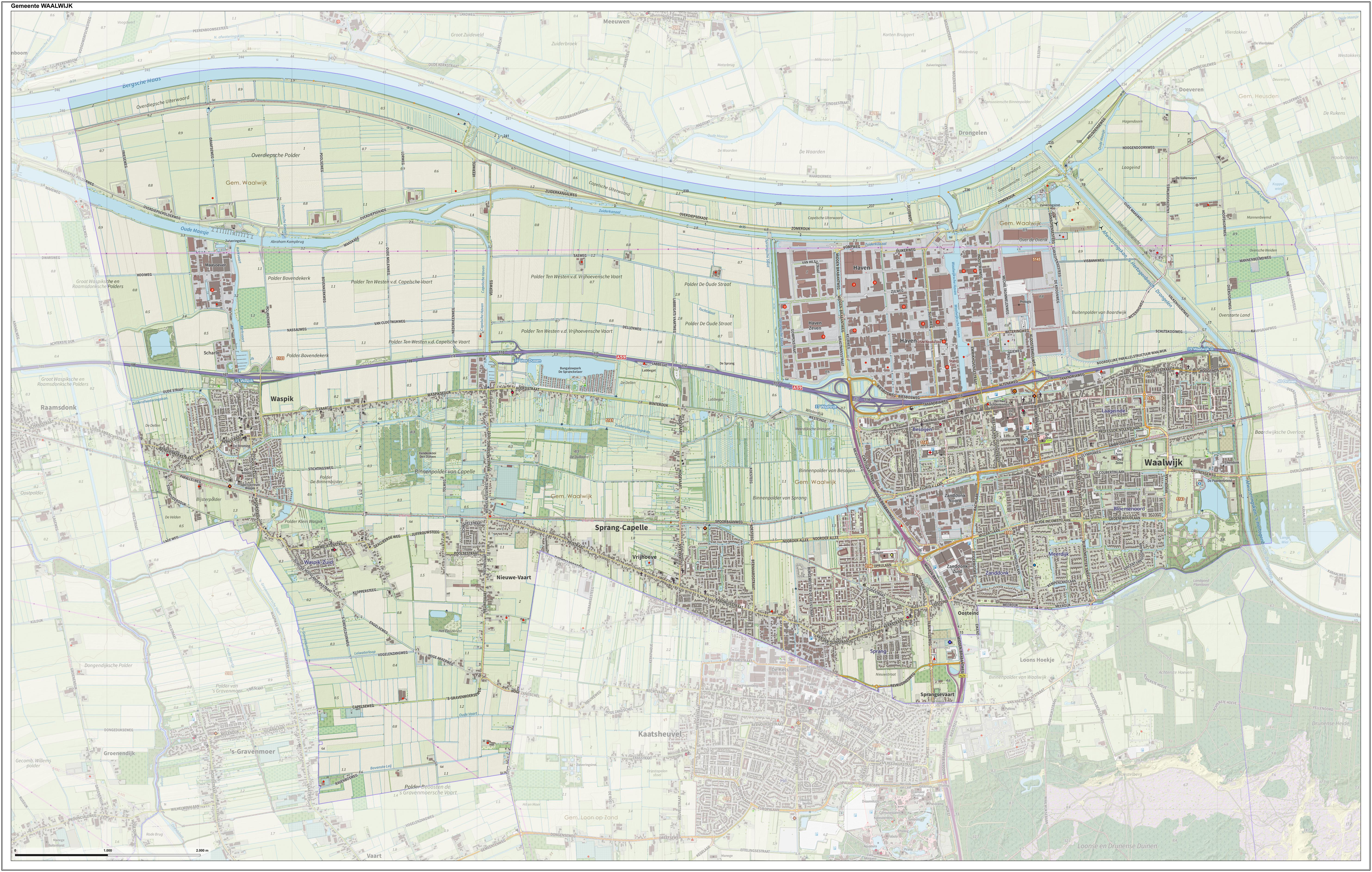
Topografische gemeentekaart van Waalwijk, september 2022

Waalwijk (Brabants: Wolluk) (uitspraakⓘ) is een gemeente in de Nederlandse provincie Noord-Brabant. De gemeente telt 50.302 inwoners (22 november 2024, bron: CBS) en heeft een oppervlakte van 68,15 km². Van het totaal aantal inwoners die de gemeente telde in 2024, woonden er 30.455 in de stad Waalwijk, 14.300 in het dorp Sprang-Capelle en 5.195 in het dorp Waspik. De gemeente Waalwijk maakt deel uit van regio De Langstraat.

## In de moderne tijd
Pas in 1814 werd de gehele Langstraat bij de provincie Noord-Brabant gevoegd. Voordien behoorde een deel van De Langstraat tot het Graafschap Holland. Op 1 januari 1922 werden de zelfstandige gemeenten Baardwijk, Besoijen en Waalwijk samengevoegd tot de nieuwe gemeente Waalwijk. In 1997 werden de gemeenten Waspik en Sprang-Capelle aan de gemeente Waalwijk toegevoegd.

## Kernen

### Woonplaatsen (BAG)

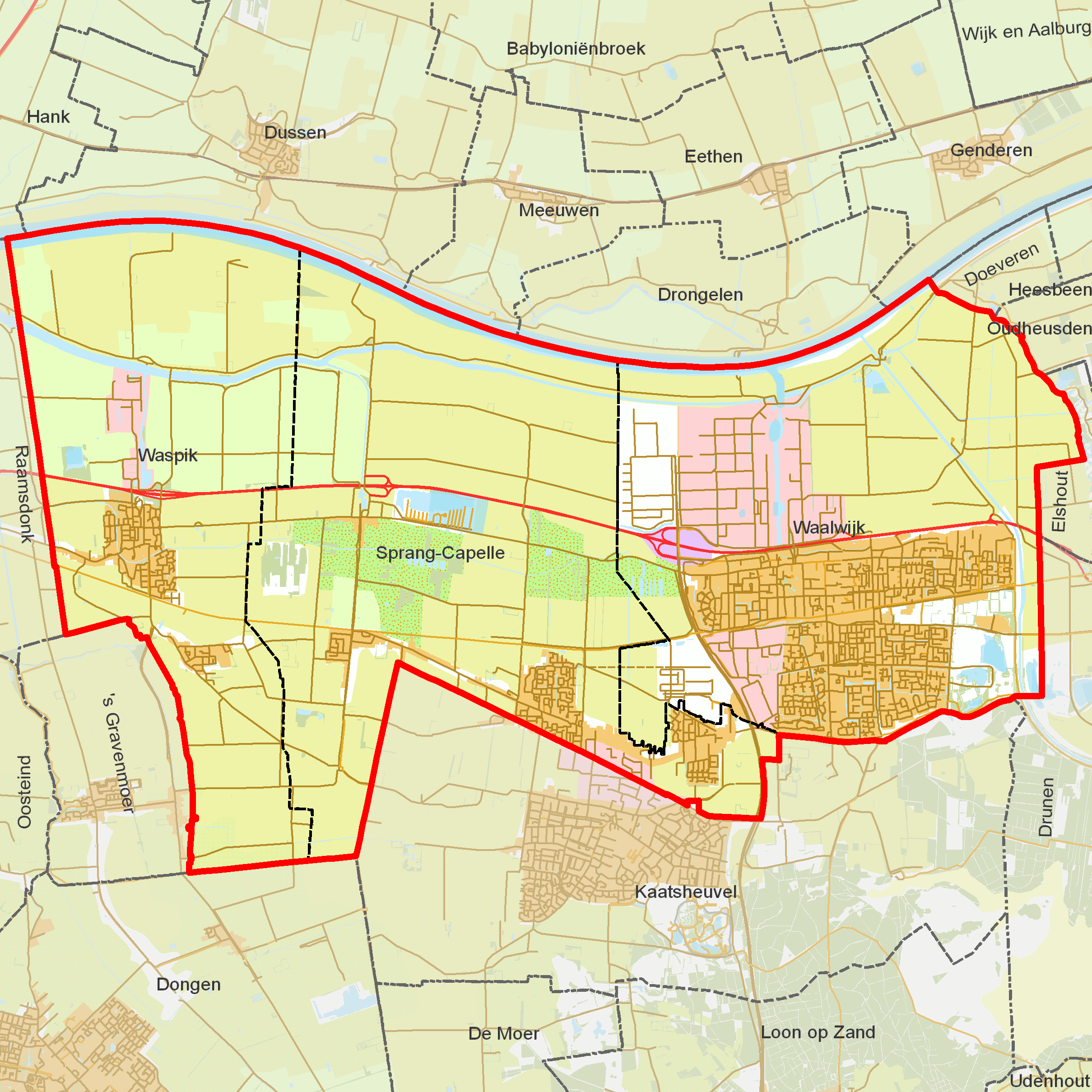
Woonplaatsen in de gemeente Waalwijk

| Woonplaats (BAG) | Inwoners 2023 |
| ---------------- | ------------- |
| Waalwijk         | 34.770        |
| Sprang-Capelle   | 9.990         |
| Waspik           | 5.195         |

### Ligging
Waalwijk ligt tussen Drunen en Raamsdonk in het gebied De Langstraat. Dichtstbijzijnde grote plaatsen zijn Tilburg, 's-Hertogenbosch en Breda. Waalwijk is bereikbaar via de A59 en de N261.
| Aangrenzende gemeenten | Aangrenzende gemeenten | Aangrenzende gemeenten | Aangrenzende gemeenten | Aangrenzende gemeenten |
| ---------------------- | ---------------------- | ---------------------- | ---------------------- | ---------------------- |
|                        |                        | Altena                 |                        |                        |
|                        |                        |                        |                        |                        |
| Geertruidenberg        | Heusden                |                        |                        |                        |
|                        |                        |                        |                        |                        |
| Dongen                 |                        | Loon op Zand           |                        |                        |

## Dorpskernen en wijken
Sprang, 's-Grevelduin-Capelle, Vrijhoeve-Capelle en Waspik.
In Waalwijk liggen twaalf wijken: Baardwijk, Besoijen, Zanddonk, Laageinde, De Hoef, Centrum, Sint-Antonius parochie, Bloemenoord, Meerdijk, Zanddonk-Zuid, Carthografenweg en Driessen.

## Politiek

### Zetelverdeling gemeenteraad
De gemeenteraad van Waalwijk bestaat uit 29 zetels. Hieronder staat de samenstelling van de gemeenteraad sinds 1998:
| Gemeenteraadszetels        | Gemeenteraadszetels | Gemeenteraadszetels | Gemeenteraadszetels | Gemeenteraadszetels | Gemeenteraadszetels | Gemeenteraadszetels | Gemeenteraadszetels |
| Partij                     | 1998                | 2002                | 2006                | 2010                | 2014                | 2018                | 2022                |
| -------------------------- | ------------------- | ------------------- | ------------------- | ------------------- | ------------------- | ------------------- | ------------------- |
| Lokaal Belang              |                     | -                   | -                   | 7*                  | 9                   | 9                   | 11                  |
| VVD                        | 5                   | 5                   | 3                   | 6                   | 5                   | 5                   | 4                   |
| GroenLinksaf               | 2                   | 2                   | 2                   | 2                   | 3                   | 4                   | 3                   |
| CDA                        | 6                   | 5                   | 4                   | 4                   | 4                   | 3                   | 2                   |
| D66                        | -                   | -                   | -                   | 2                   | 2                   | 3                   | 2                   |
| SGP                        | 1                   | 1                   | 1                   | 1                   | 1                   | 2                   | 2                   |
| Samen Waalwijk             | -                   | -                   | -                   | -                   | -                   | -                   | 2                   |
| Lijst IJpelaar             | -                   | -                   | -                   | -                   | -                   | 1                   | 1                   |
| ChristenUnie               | 1                   | 1                   | 3                   | 2                   | 2                   | 1                   | 1                   |
| Blanco (Aussems, N.R.W.A.) | -                   | -                   | -                   | -                   | -                   | -                   | 1                   |
| PvdA                       | 4                   | 2                   | 6                   | 3                   | 2                   | 1                   | -                   |
| Werknemersbelang           | 1                   | 2                   | 2                   | 2                   | 1                   | -                   | -                   |
| Plaats Burger Initiatief   | -                   | 2                   | 3                   | -*                  | -                   | -                   | -                   |
| Acht Kernen                | 3                   | 3                   | 2                   | -*                  | -                   | -                   | -                   |
| Gemeentebelangen           | 4                   | 4                   | 2                   | -*                  | -                   | -                   | -                   |
| Algemeen Belang            | 2                   | 2                   | 1                   | -*                  | -                   | -                   | -                   |
| Totaal                     | 29                  | 29                  | 29                  | 29                  | 29                  | 29                  | 29                  |
| Opkomst                    |                     |                     |                     | 46,68%              | 44,79%              | 47,08%              | 42,06%              |

*De vier lokale partijen Algemeen Belang, De Acht Kernen, Gemeentebelangen en Plaatselijk Burger Initiatief fuseerden voor de gemeenteraadsverkiezingen in 2010. Zij gingen op in Lokaal Belang.

### College van B&W
Het college van burgemeester en wethouders bestaat voor de periode 2022-2026 uit een coalitie van Lokaal Belang, VVD, GroenLinksaf en D66.
| College van burgemeester en wethouders | College van burgemeester en wethouders | College van burgemeester en wethouders |
| -------------------------------------- | -------------------------------------- | --- |
| Burgemeester                           | Sacha Ausems (partijloos)              | - Algemeen bestuur (Publiekszaken, communicatie, representatie, personeel, organisatie en strategie) - Openbare orde & veiligheid - Democratische vernieuwing - Regionale samenwerking |
| Wethouders                             | Timon Klerx (Lokaal Belang)            | Transformatie Binnenstad - 1e locoburgemeester - Wijkwethouder Binnenstad - Financiën - Programma Binnenstad - Vrije tijd (Sport, cultuur, evenementen, monumenten en archeologie, recreatie en toerisme en citymarketing) - Openbare werken |
| Wethouders                             | Frank Spierings (VVD)                  | Realisatie Gebiedsontwikkeling Oostelijke Langstraat en Haven 8 Oost Afronding - 2e locoburgemeester - Wijkwethouder Zuid - Economische Zaken (Relatiebeheer, Midpoint, ontwikkeling industrieterreinen, Haven 8 Oost Afronding, Gebiedsontwikkeling Oostelijke Langstraat (GOL), Smart Port, havens en huisvesting arbeidsmigranten (short-stay)) - Werk & inkomen (Baanbrekers en participatiewet) - Sociale, fysieke en informatieveiligheid - Informatiesamenleving (Datagedreven werken, Smart City, automatisering, digitalisering, gemeentelijke dienstverlening en deregulering) |
| Wethouders                             | Sjors Slaats (GroenLinksaf)            | Transformatie Sociaal Domein - 3e locoburgemeester - Wijkwethouder Waspik - Programma Jeugd, Jeugdbeleid en stop the braindrain - Sociaal domein (coördinerend wethouder) (Team WijZ, jeugdzorg, WMO en armoedebeleid) - Gezondheidszorg - Onderwijs en kinderopvang |
| Wethouders                             | Sheila Schuijffel (D66)                | Duurzaamheidsopgave, participatie en inclusie - 4e locoburgemeester - Wijkwethouder Noord - Programma Duurzaamheid (Klimaat, energie, warmte en circulariteit) - Milieu, natuur & landschap (Grondstoffenbeleid, afvalbeheer/uitvoering, groenbeleid, landbouw, water (beleid en beheersing), Westelijke Langstraat en dierenwelzijn) - Inclusieve samenleving (Leefbaarheid, coördinatie wijkgericht werken, inwonersparticipatie, burgerbegroting, WIJ-dienstencentra, integratie nieuwe Waalwijkers en opvang statushouder) - Gemeentelijk vastgoed (beheer/onderhoud/verduurzaming)  |
| Wethouders                             | Ad de Jong (Lokaal Belang)             | Woningbouwopgave en invoering Omgevingswet - 5e locoburgemeester - Wijkwethouder Sprang-Capelle - Fysieke domein (Wonen, bouwen, ruimtelijke ordening en stedelijke vernieuwing) - Mobiliteit (Verkeer, vervoer en parkeren (beleid en uitvoering)) - Omgevingswet (Vergunningverlening en regionale omgevingsdienst) - Grondbedrijf |
| Gemeentesecretaris                     | Michel Tromp                           | - Secretaris van het college van B&W - Algemeen directeur van de ambtelijke organisatie |

## Verkeer en vervoer
De gemeente Waalwijk wordt ontsloten door een aantal autowegen, waarmee 's-Hertogenbosch, Raamsdonksveer en Tilburg te bereiken zijn. Van 1886-1950 was er ook een station aan de spoorlijn Lage Zwaluwe - 's-Hertogenbosch. Deze lijn is echter verdwenen, en heeft op vele plaatsen ruimte gemaakt voor een fietspad. Waalwijk heeft ook een binnenhaven die verbonden is met de Bergsche Maas.

## Monumenten

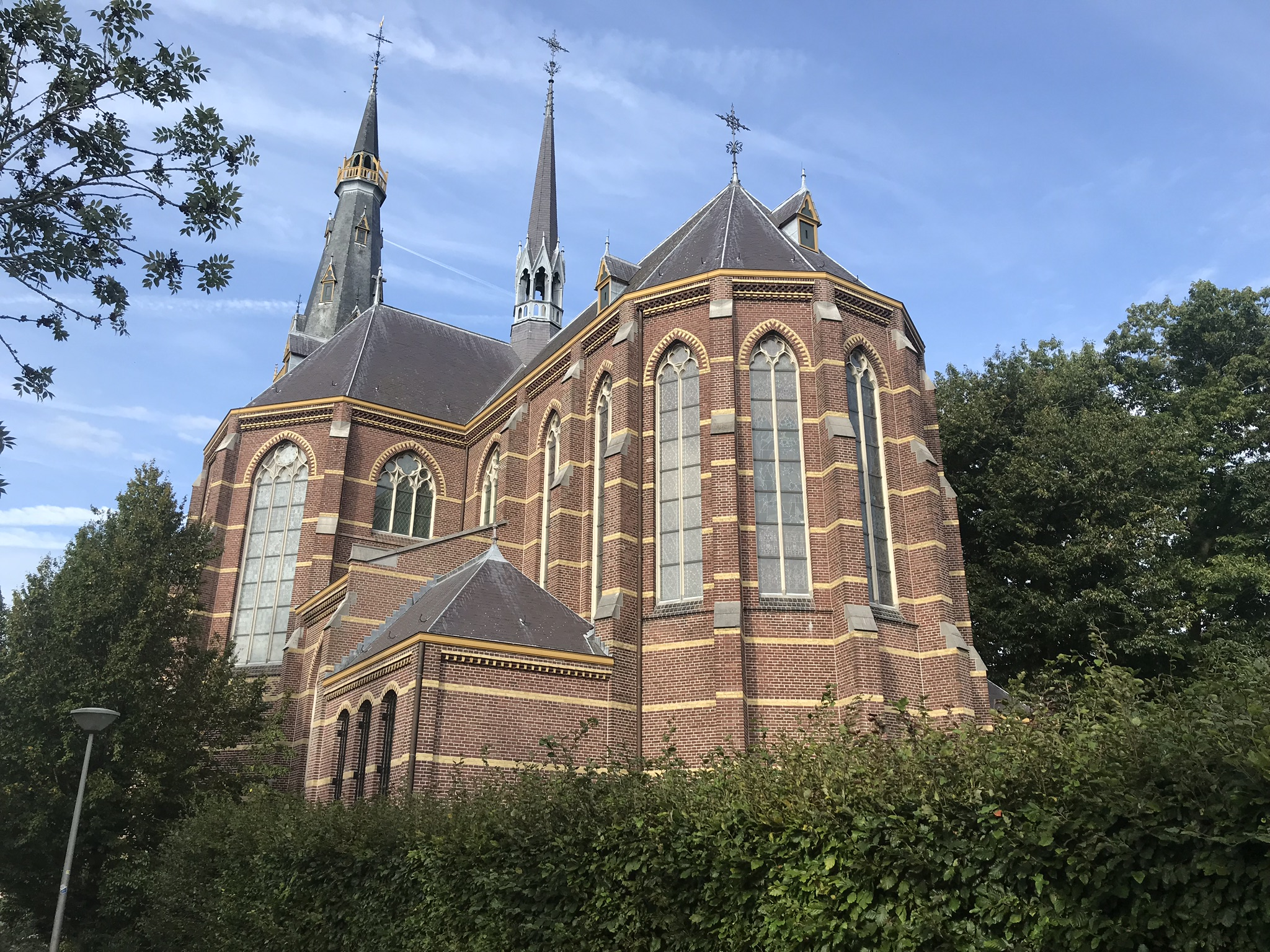
Achterzijde Sint Clemenskerk, Baardwijk, Waalwijk

In de gemeente zijn er een aantal rijksmonumenten, gemeentelijke monumenten en oorlogsmonumenten, zie:
- Lijst van rijksmonumenten in Waalwijk (gemeente)
- Lijst van gemeentelijke monumenten in Waalwijk (gemeente)
- Lijst van oorlogsmonumenten in Waalwijk

## Kunst in de openbare ruimte
In de gemeente Waalwijk zijn diverse beelden, sculpturen en objecten geplaatst in de openbare ruimte, zie:
- Lijst van beelden in Waalwijk

## Bekende inwoners

### Geboren in Waalwijk
- Rini van Bracht, biljarter
- Clemens van Bracht, presentator en zanger van De Deurzakkers
- Theo van Delft, schilder
- Yuri van Gelder, turner
- Olcay Gulsen, mode-ondernemer
- Ramon van Haaren, voetballer
- Aimée de Jongh, illustrator
- Jan-Hein Kuijpers, advocaat
- Jan Loeff, advocaat en politicus
- René Mioch, filmjournalist
- Frank van Mosselveld, voetballer
- Leonie Overgoor, verzetsstrijdster
- Kees de Ruyter, biljarter
- Frans Slaats, wielrenner
- Martinus Veltman, Nobelprijswinnaar natuurkunde

### Woonachtig geweest in Waalwijk
- Jantje Koopmans, volkszanger
- Jan de Rooij, verzetsstrijder
- Frans de Waal, primatoloog

## Afbeeldingen

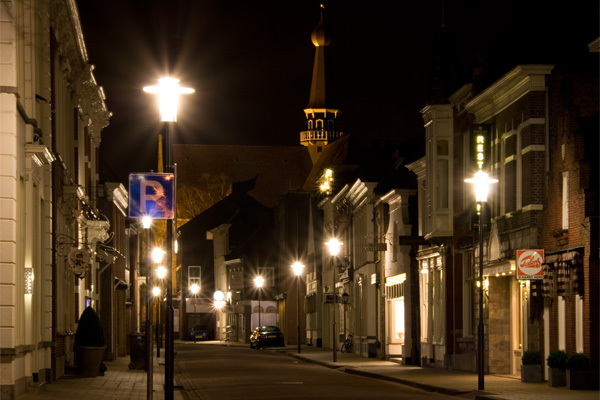
Grotestraat, met op de achtergrond de Kerk aan de Haven (Waalwijk-Centrum)
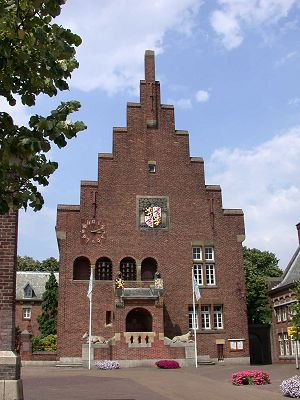
Voormalig gemeentehuis
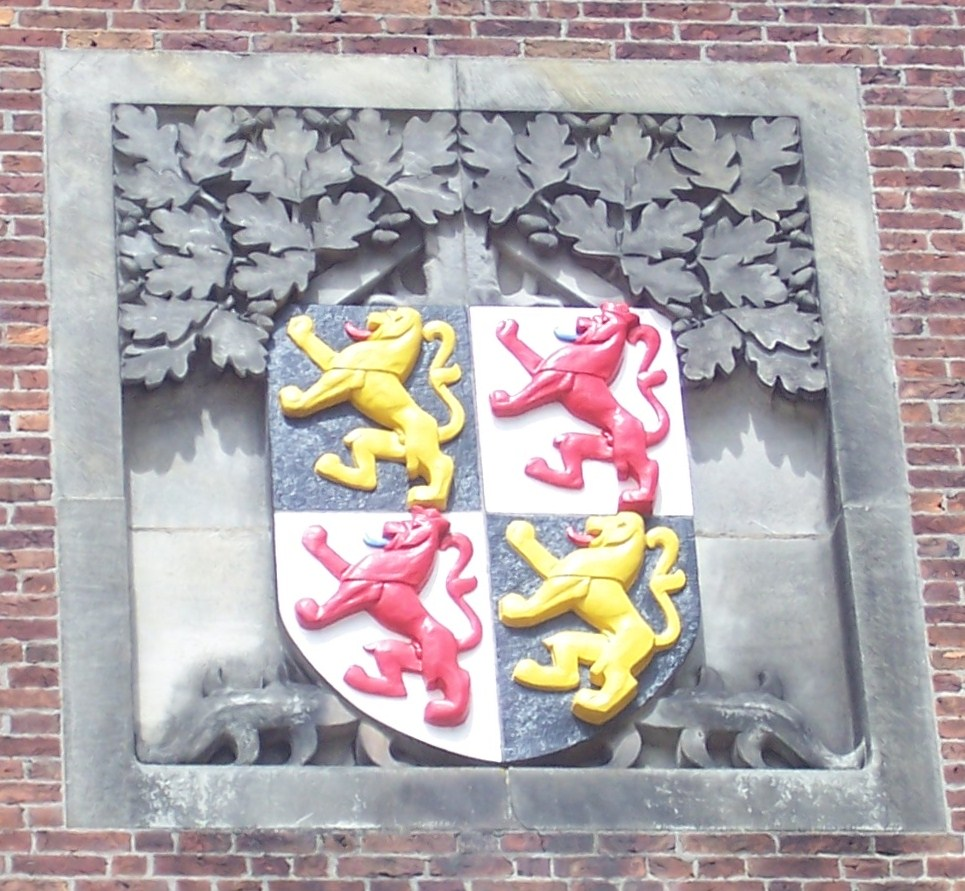
Wapen van gemeente Waalwijk op het gemeentehuis
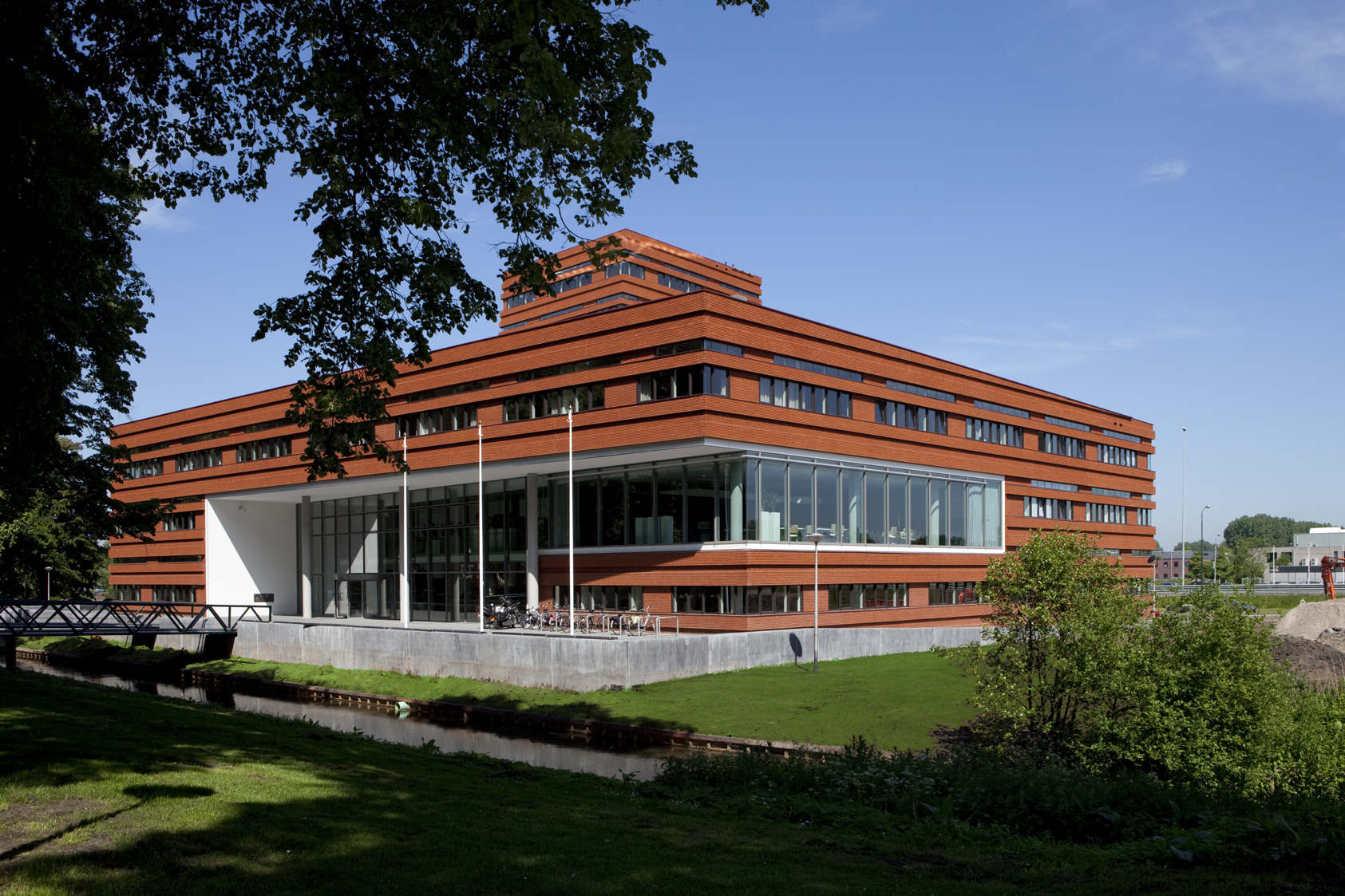
Gemeentekantoor
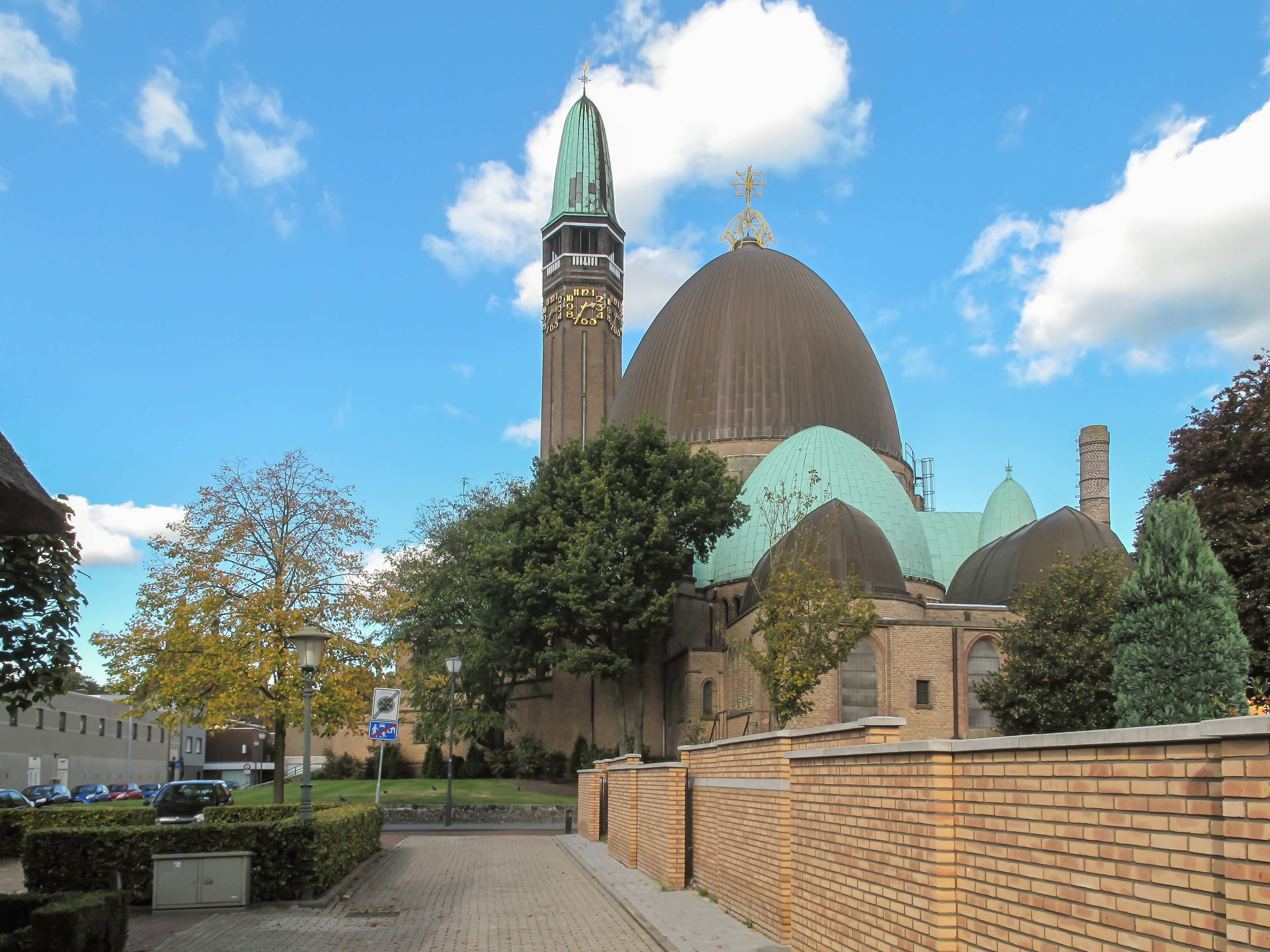
Sint-Jan-de-Doperkerk
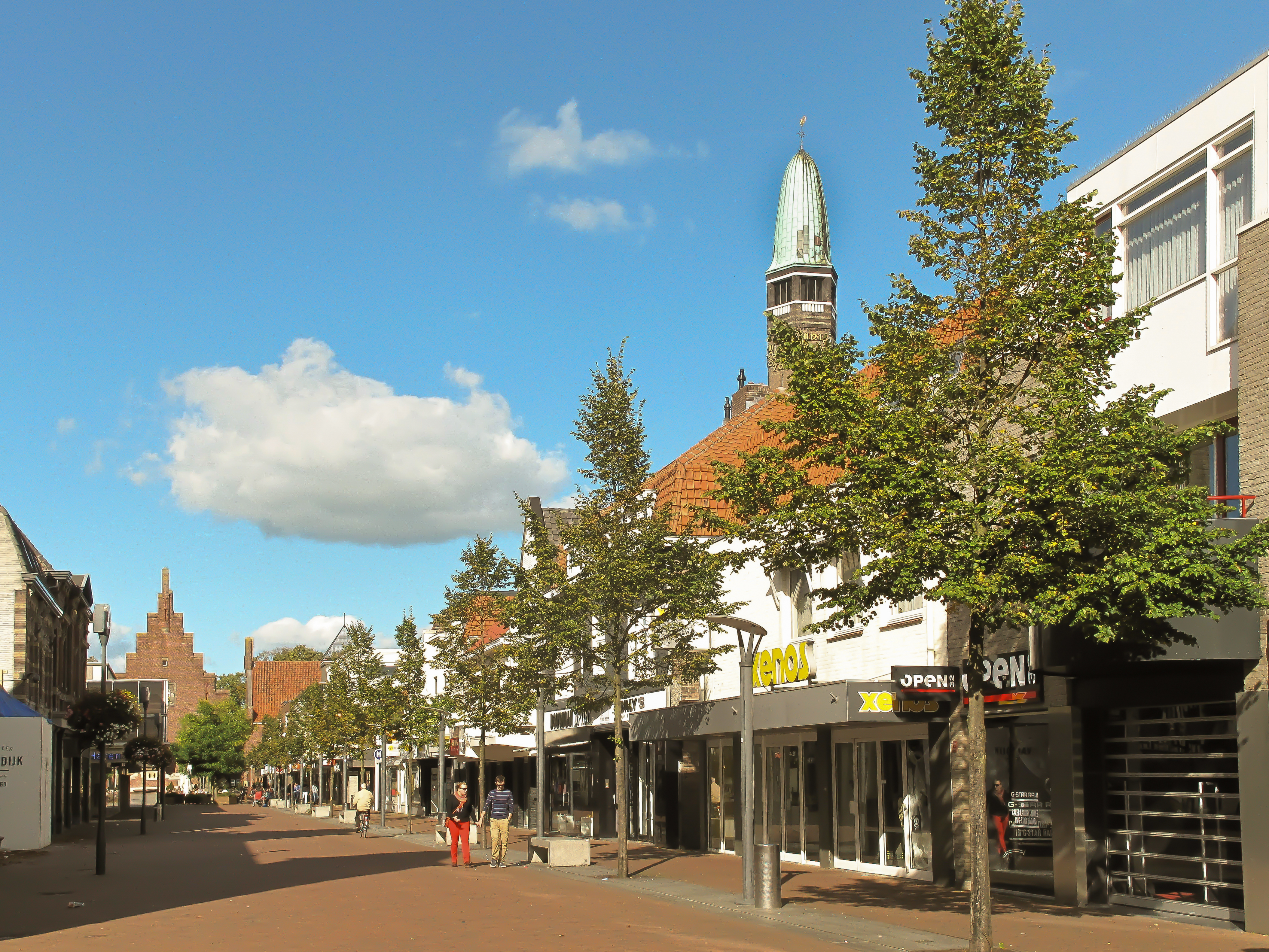
Stationsstraat
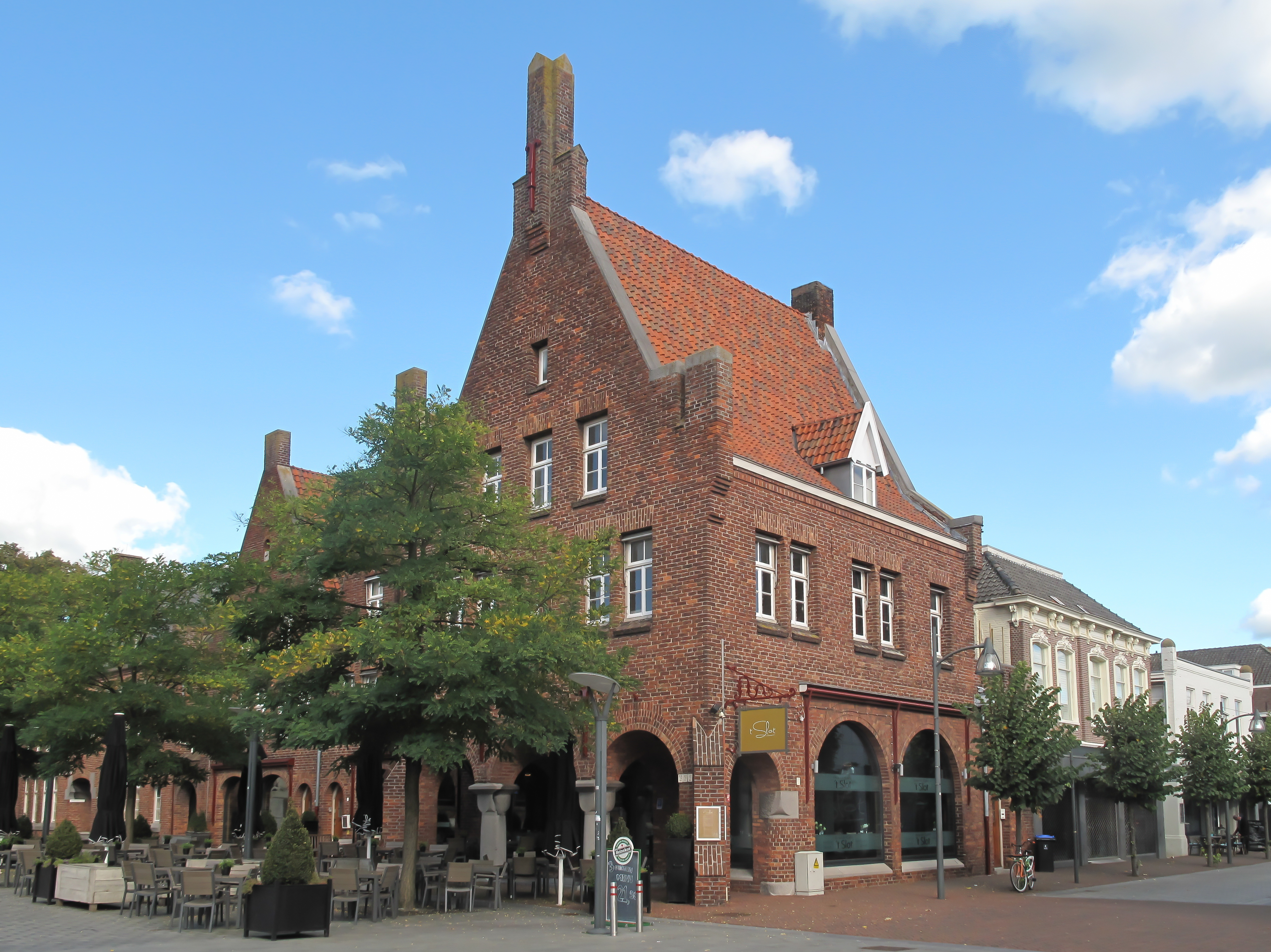
Grand café in monumentaal pand
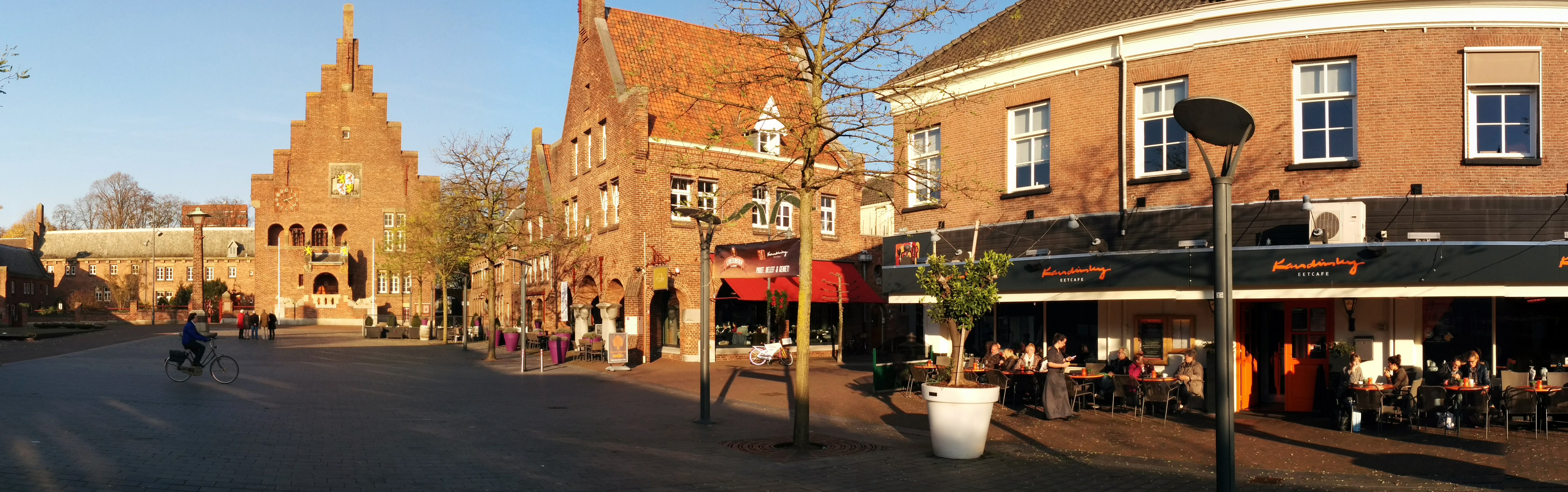
Raadhuis en centrum

Hoofdplaats: Waalwijk      Dorpen: Capelle · Sprang · Vrijhoeve-Capelle · Waspik · Waspik-Zuid

Buurtschappen: Nieuwe-Vaart · Oosteind · Sprangsevaart

Noord-Brabant: Steden en dorpen      Nederland: Provincies · Gemeenten
Alphen-Chaam · Altena · Asten · Baarle-Nassau · Bergeijk · Bergen op Zoom · Bernheze · Best · Bladel · Boekel · Boxtel · Breda · Cranendonck · Deurne · Dongen · Drimmelen · Eersel · Eindhoven · Etten-Leur · Geertruidenberg · Geldrop-Mierlo · Gemert-Bakel · Gilze en Rijen · Goirle · Halderberge · Heeze-Leende · Helmond · 's-Hertogenbosch · Heusden · Hilvarenbeek · Laarbeek · Land van Cuijk · Loon op Zand · Maashorst · Meierijstad · Moerdijk · Nuenen, Gerwen en Nederwetten · Oirschot · Oisterwijk · Oosterhout · Oss · Reusel-De Mierden · Roosendaal · Rucphen · Sint-Michielsgestel · Someren · Son en Breugel · Steenbergen · Tilburg · Valkenswaard · Veldhoven · Vught · Waalre · Waalwijk · Woensdrecht · Zundert

Steden en dorpen · Voormalige gemeenten · Nederland: Provincies · Gemeenten